# ТУ8П
ТУ8П (Тепловоз Узкоколейный, тип 8, для перевозки Пассажиров) — советская, позднее российская автомотриса (пассажирская дрезина), унифицированная по конструкции с тепловозами серии ТУ8. Создана в 1988 году на Камбарском машиностроительном заводе. Предназначена для оперативной перевозки рабочих и административно-технического персонала по железным дорогам колеи 750 мм — 1067 мм. Более поздние варианты ( с номера 058) изготавливались для колеи 1520 мм. Пассажирская дрезина создана на базе тепловоза-дрезины ТУ8Г. Дрезина оборудована подъемно-поворотным устройством для изменения направления движения.

## История создания
Камбарский машиностроительный завод выпустил ТУ8П вместо ТУ6П. С 1988 года выпускается автомотриса ТУ8П (с № 0001, двигатель ЯМЗ-236). Первые автомотрисы ТУ8П завод строил с номерами 0001 — 0008, затем выпустили ТУ8П-0055 переделанную из ТУ6П, и далее нумерация продолжилась с 0056. Автомотрисы 0007, 0008, 0056, 0057 поступили на Сахалинскую железную дорогу (колея 1067 мм), а все машины с 058 на железные дороги МПС с колеёй 1520 мм. С номера 084 по требованию заказчика присвоено обозначение АМ1 (не следует путать с автомотрисой АМ1 колеи 750 мм Демиховского машиностроительного завода). Часть автомотрис совместно с НПО «ВИГОР» выпущена с оборудованием для дефектоскопии рельсов, эти машины упоминались в документах как ТУ8ПД в общей нумерации, фактически же опытные образцы выпущены как ТУ8П 0070, 0073, 0074, 0079 а остальные (заводские 0093, 0095, 0096, 010х, 0112 — 0115, 0121 — 0129) под серией АМД1 и получили новые номера 005 — 0022.

## ТУ8П на детской железной дороге
Камбарский машиностроительный завод в 1990 году отгрузил в адрес Детского парка «Губча» Джизакской области Узбекистан две пассажирские автомотрисы  ТУ8П-003 и ТУ8П-004. Именно они и используются на Джизакской ДЖД в качестве локомотивов. Это единственный случай применения таких автомотрис на ДЖД. С момента открытия и до начала 1990г локомотивы ТУ8П эксплуатировались детьми. Позже дорога была закрыта и до 2003 года не эксплуатировалась. За несколько лет заброшенную ДЖД успели почти полностью разграбить. От локомотивов и вагонов остались одни остовы. В 2003 году по решению местных властей началась реконструкция парка, одновременно был проведён капитальный ремонт всех вагонов и одного локомотива. После нескольких пробных рейсов стало понятно, что тяговых характеристик восстановленного ТУ8П недостаточно для уверенного вождения поезда по дороге с тяжёлым горным профилем. Пришлось восстанавливать второй локомотив и водить поезда двойной тягой. При этом пассажирские салоны обеих автомотрис используются по назначению для перевозки пассажиров.

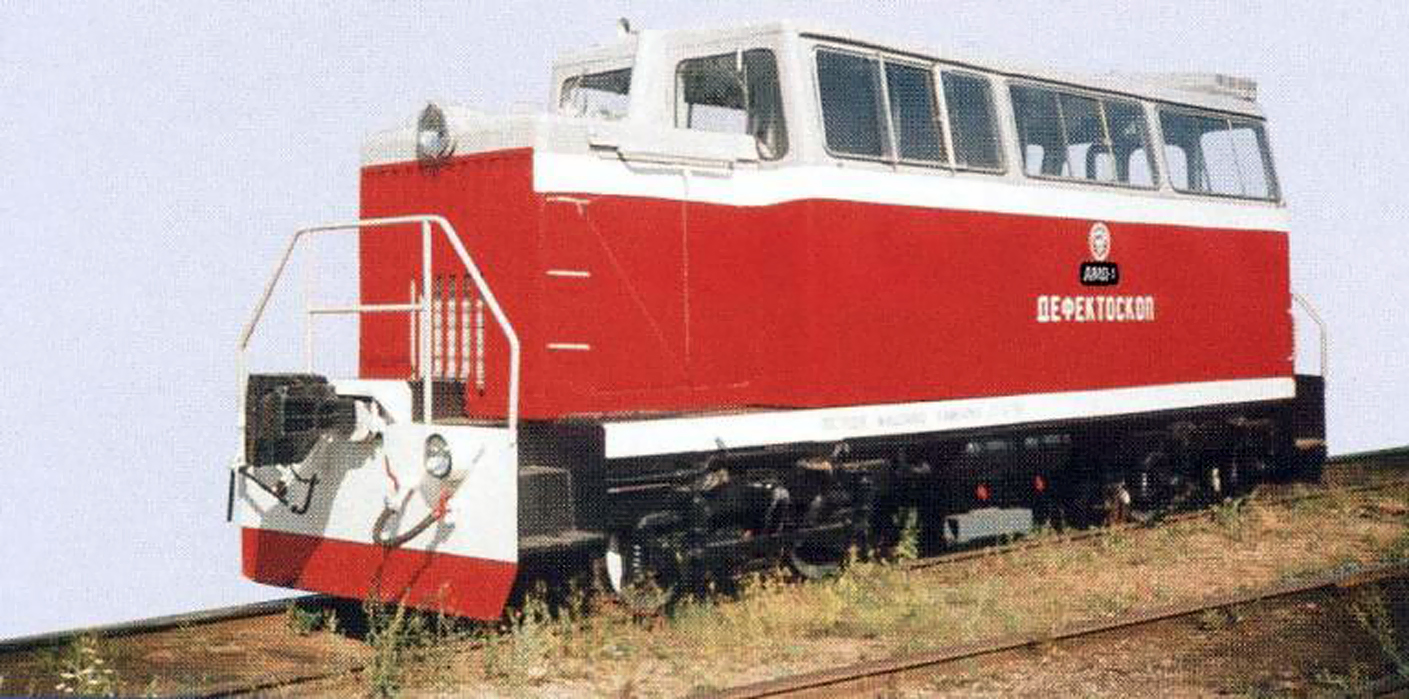
Автомотриса дефектоскопная АМД-1
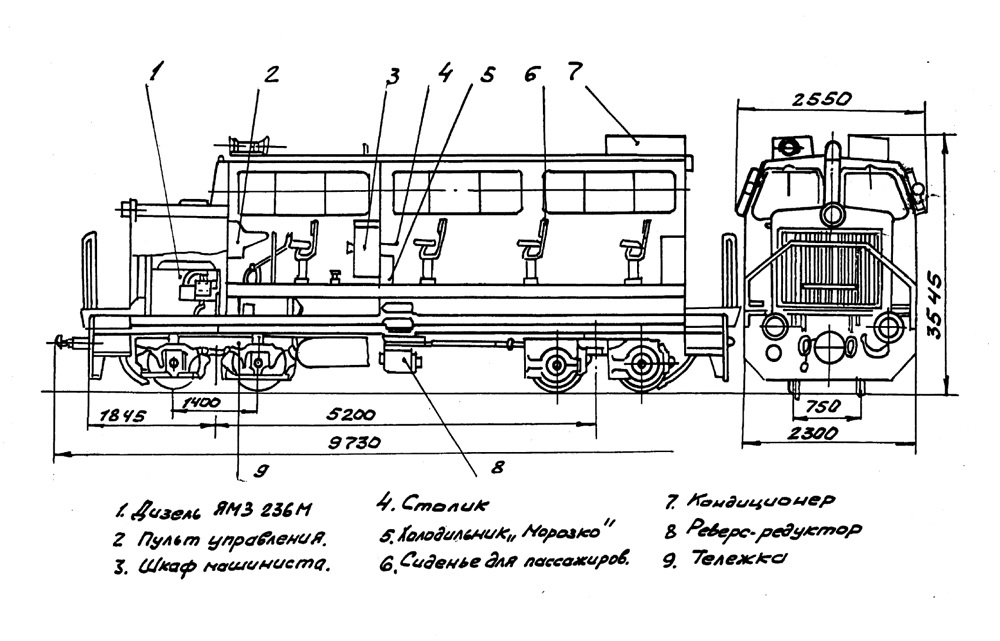
Пассажирская дрезина ТУ8П
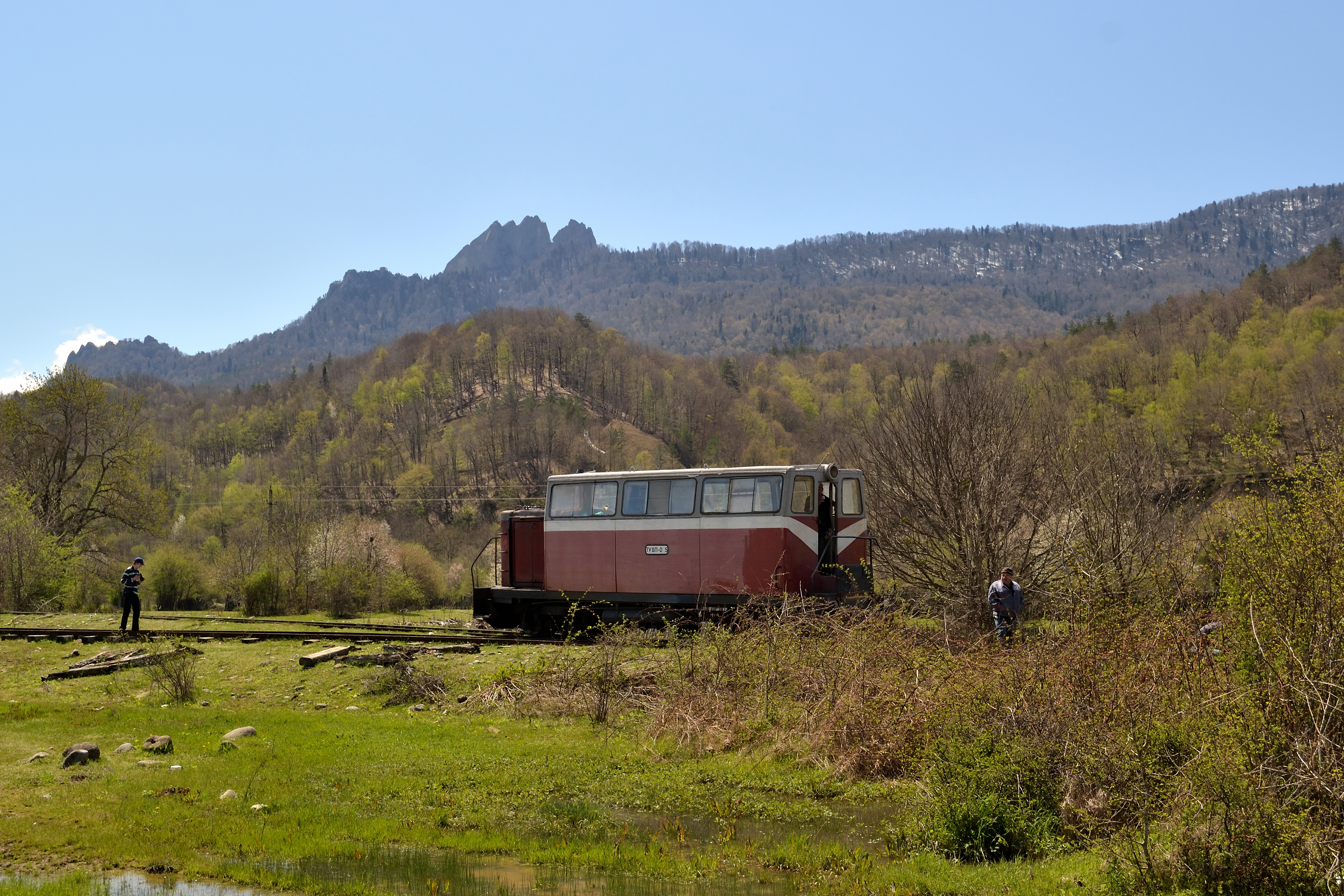
ТУ8П—0005 на Апшеронской УЖД

## Тепловоз ТУ8П и модернизации
На базе тепловоза ТУ8 созданы:
- Тепловоз-энергоагрегат ТУ6СПА, для передвижения и энергоснабжения стройремпоездов.
- Тепловоз-дрезина ТУ8Г, оснащённая грузоподъёмным гидравлическим краном.
- Автомотриса АМ-1, для перевозки инженерно-технического персонала и рабочих.
- Пассажирская дрезина ТУ8П, для перевозки инженерно-технического персонала и рабочих.